# Echinaster sepositus
Étoile de mer rouge
Espèce
L’étoile de mer rouge (Echinaster sepositus, parfois appelée « étoile à bras écartés » ou « étoile rouge de Méditerranée » pour éviter les confusions) est une espèce d'étoiles de mer (Asteroidea) de la famille des Echinasteridae, l'une des plus communes sur les côtes françaises.

## Description

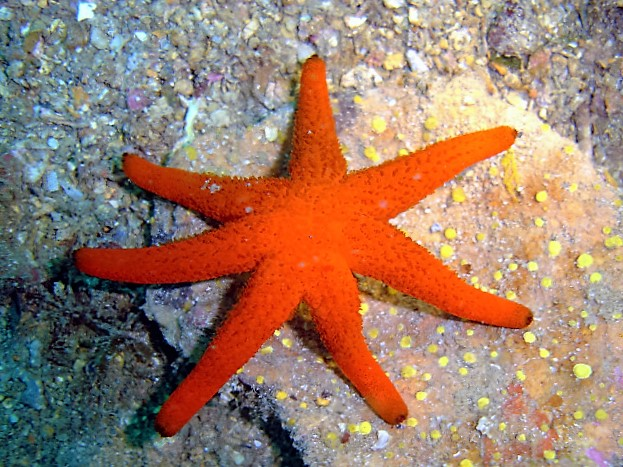
Cette espèce peut parfois avoir plus de 5 bras.

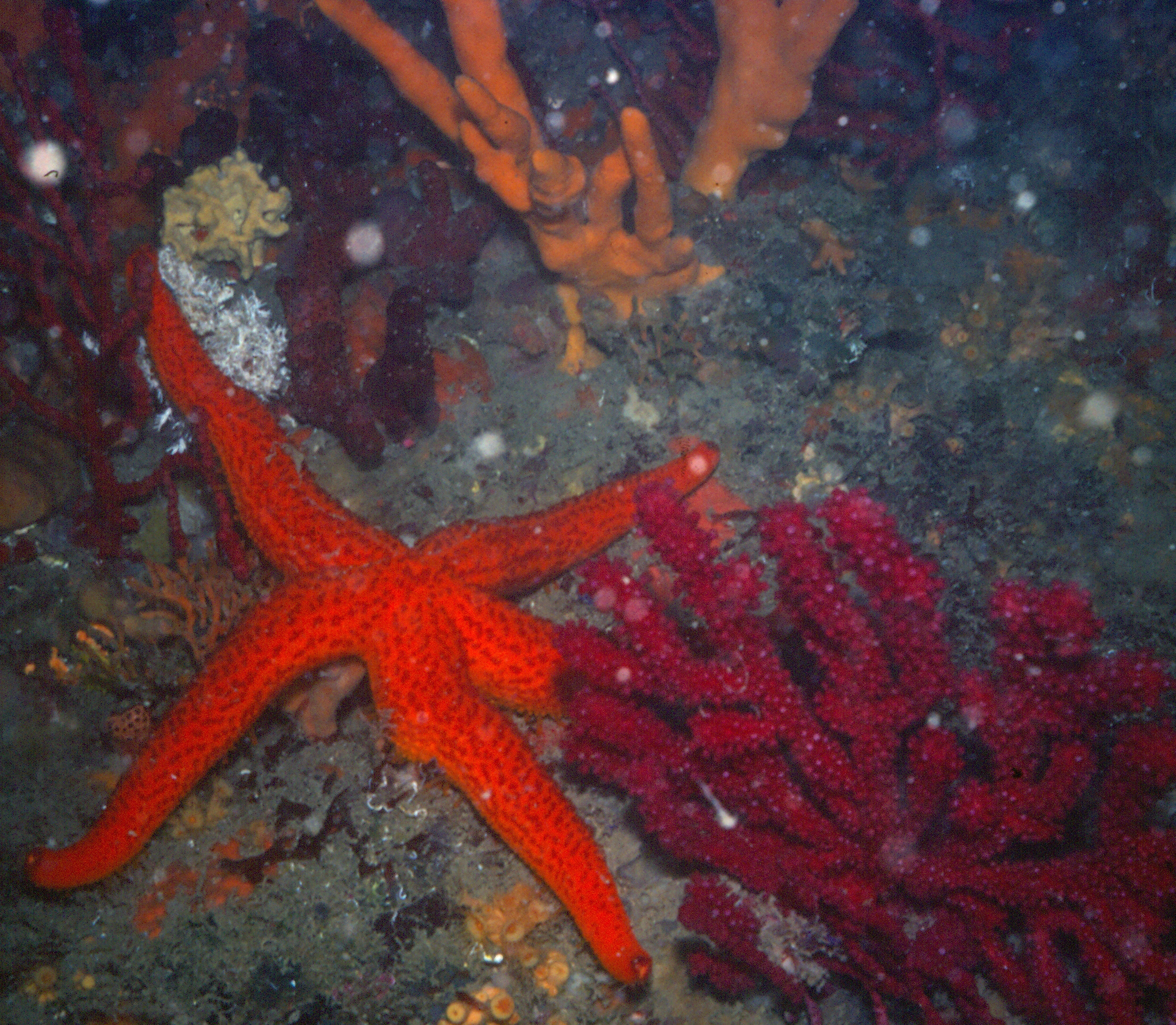
En profondeur.

L'étoile de mer rouge est une étoile régulière (5 bras, rarement 4, parfois 6 voire 7) de couleur rouge vif, au corps parsemé de papules respiratoires d'un rouge encore plus intense, rétractiles. Elle est rugueuse au toucher, car son squelette forme de nombreuses pointes siliceuses sous sa cuticule. Elle peut mesurer jusqu'à 20 cm, mais en méditerranée française elle mesure plus souvent entre 10 et 15 cm de diamètre à l'âge adulte. Les bras sont longs, de section circulaire, et rayonnent autour d'un disque central très réduit ; la face orale (inférieure, côté bouche) de chaque bras est pourvue d'une gouttière ciliée de couleur jaune pâle, qui lui servent à se déplacer et à faire circuler la nourriture. Au bout de chaque bras se trouve un œil minuscule, ainsi que des bouquets de « ventouses » (podia).

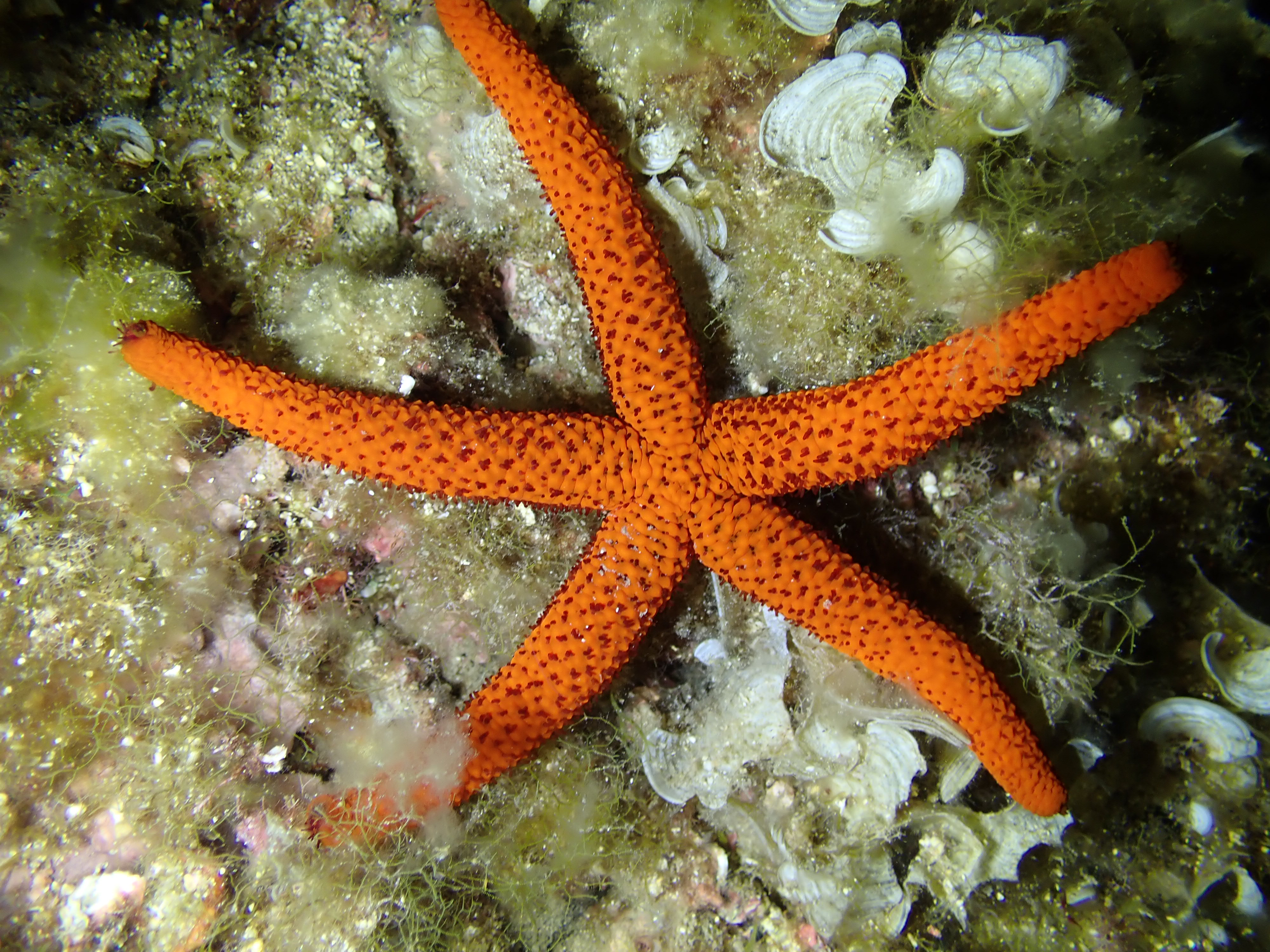
Echinaster sepositus observée près de Marseille.
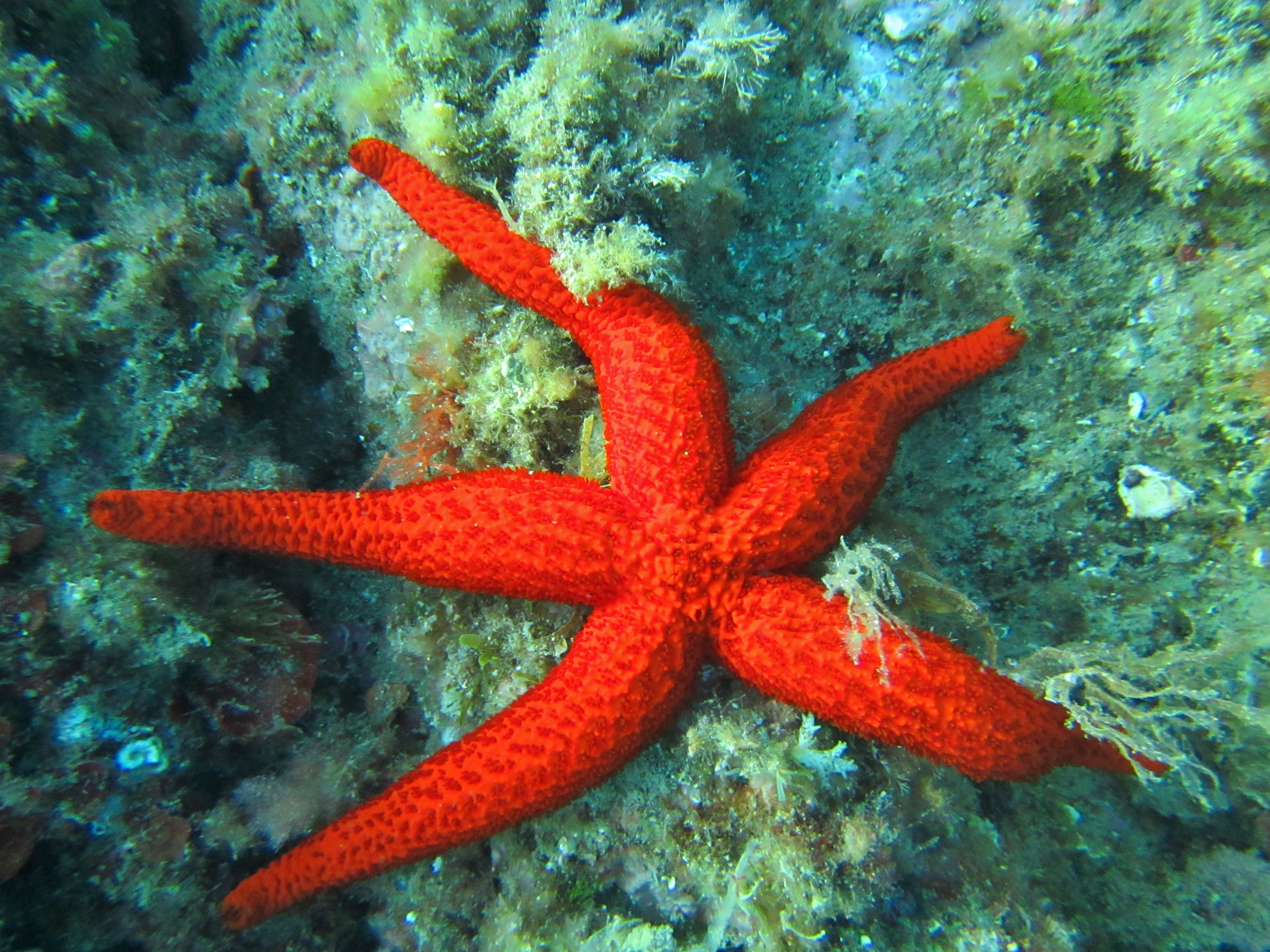
En France, à Banyuls-sur-Mer
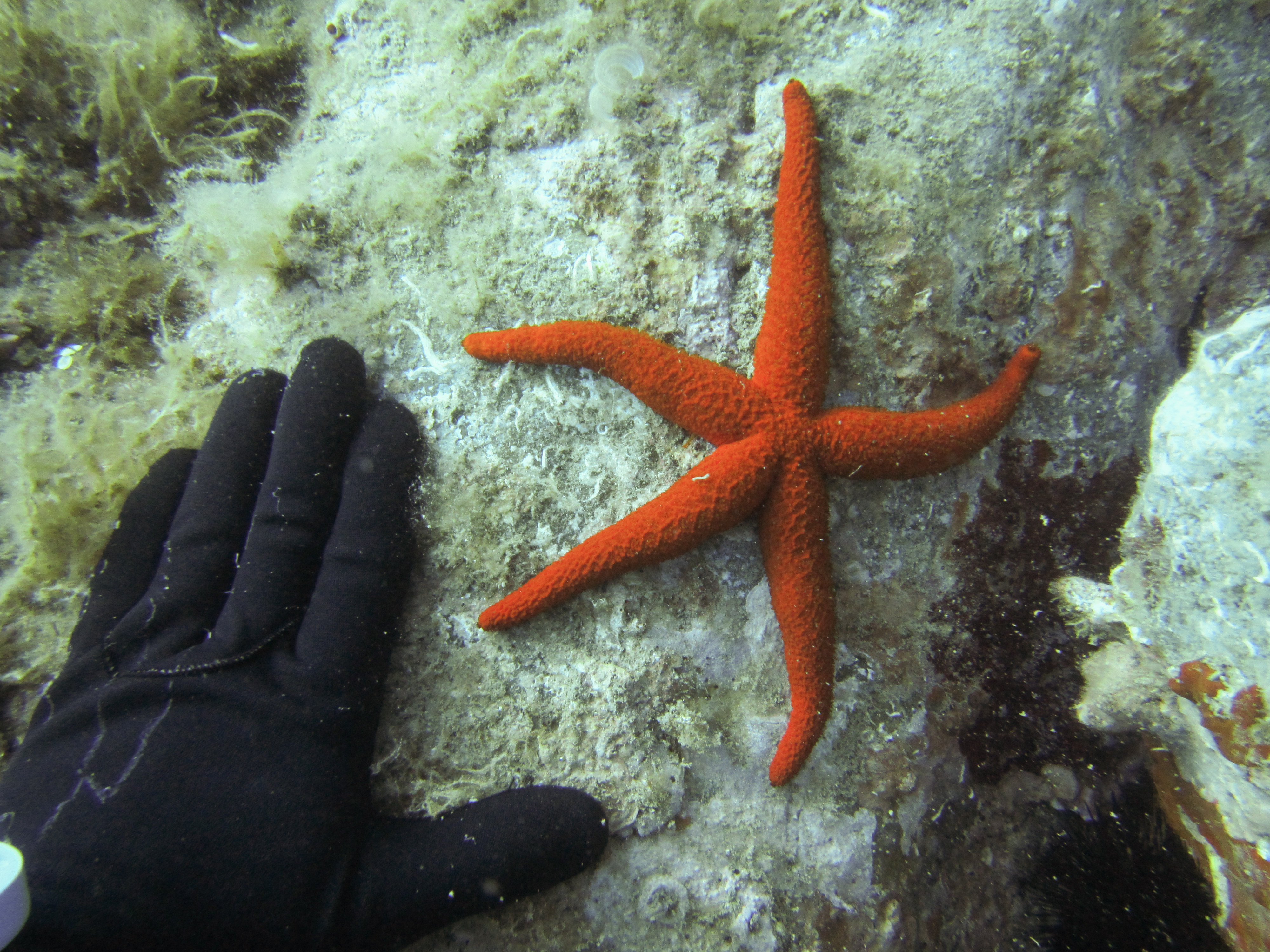
Echelle (spécimen adulte).
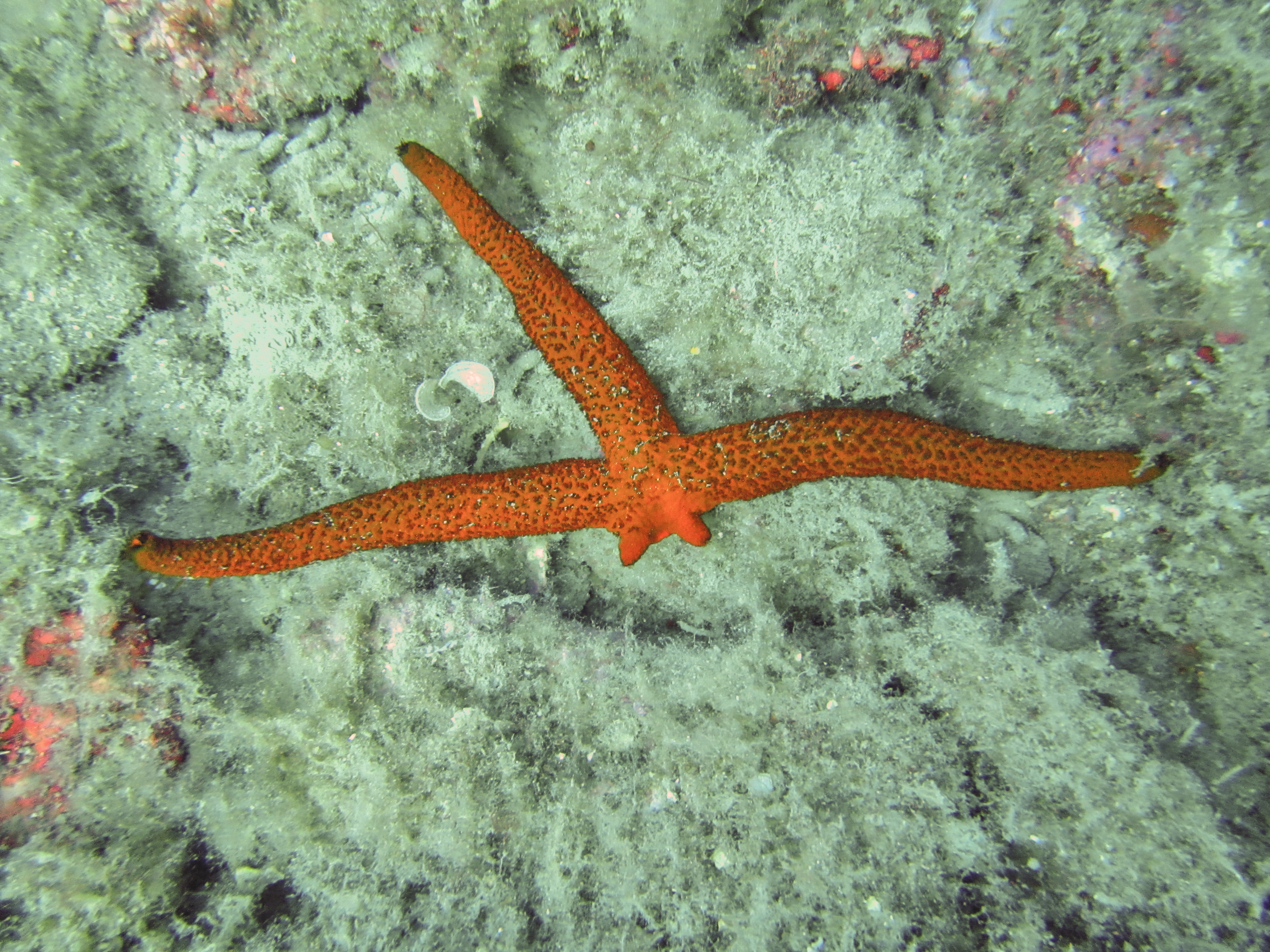
cet individu a perdu deux bras, qu'il est en train de régénérer.
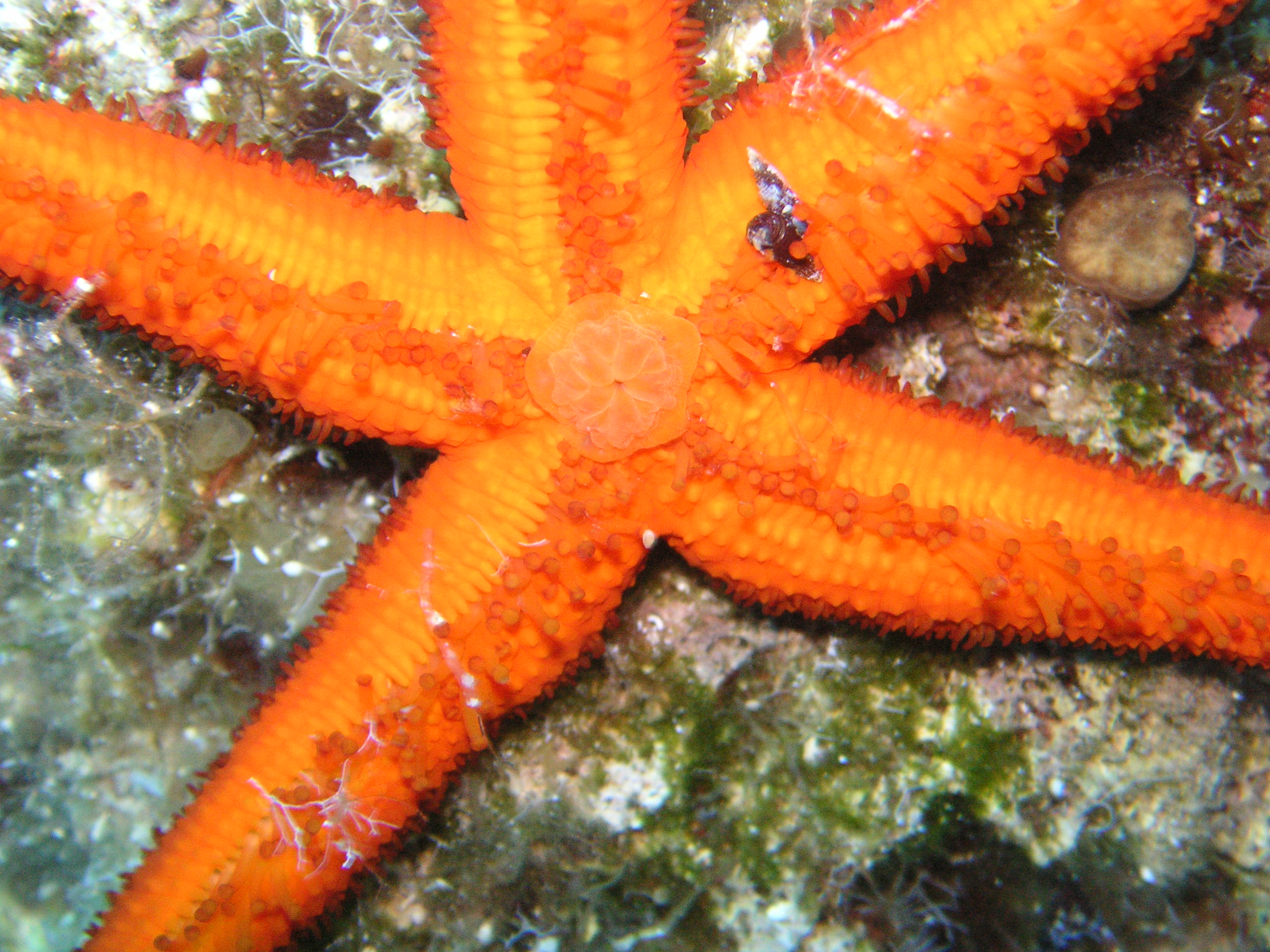
Face orale, avec l'estomac dévaginé.
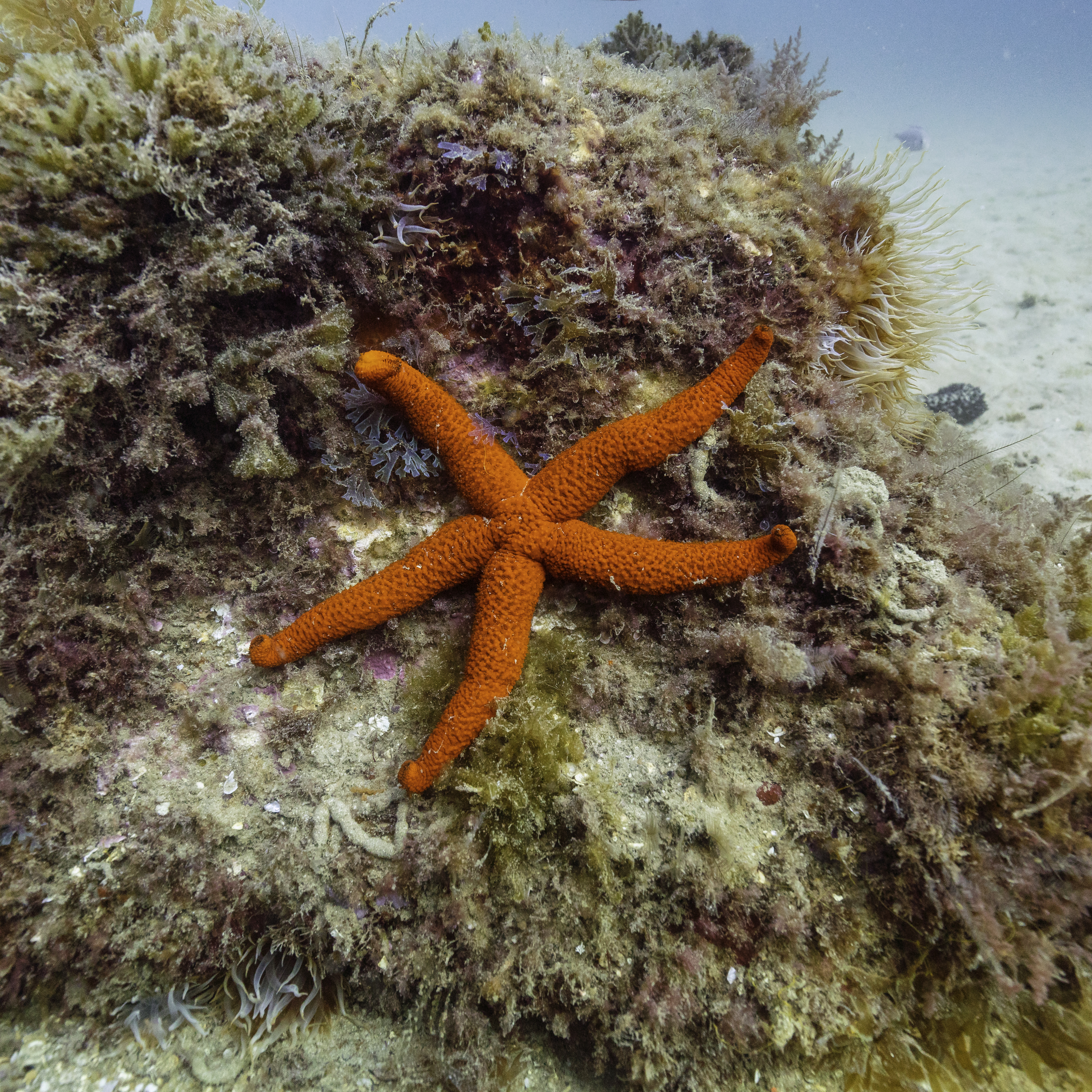
Echinaster sepositus dans le parc naturel de l'Arrábida, Portugal (juillet 2020).

## Répartition et habitat

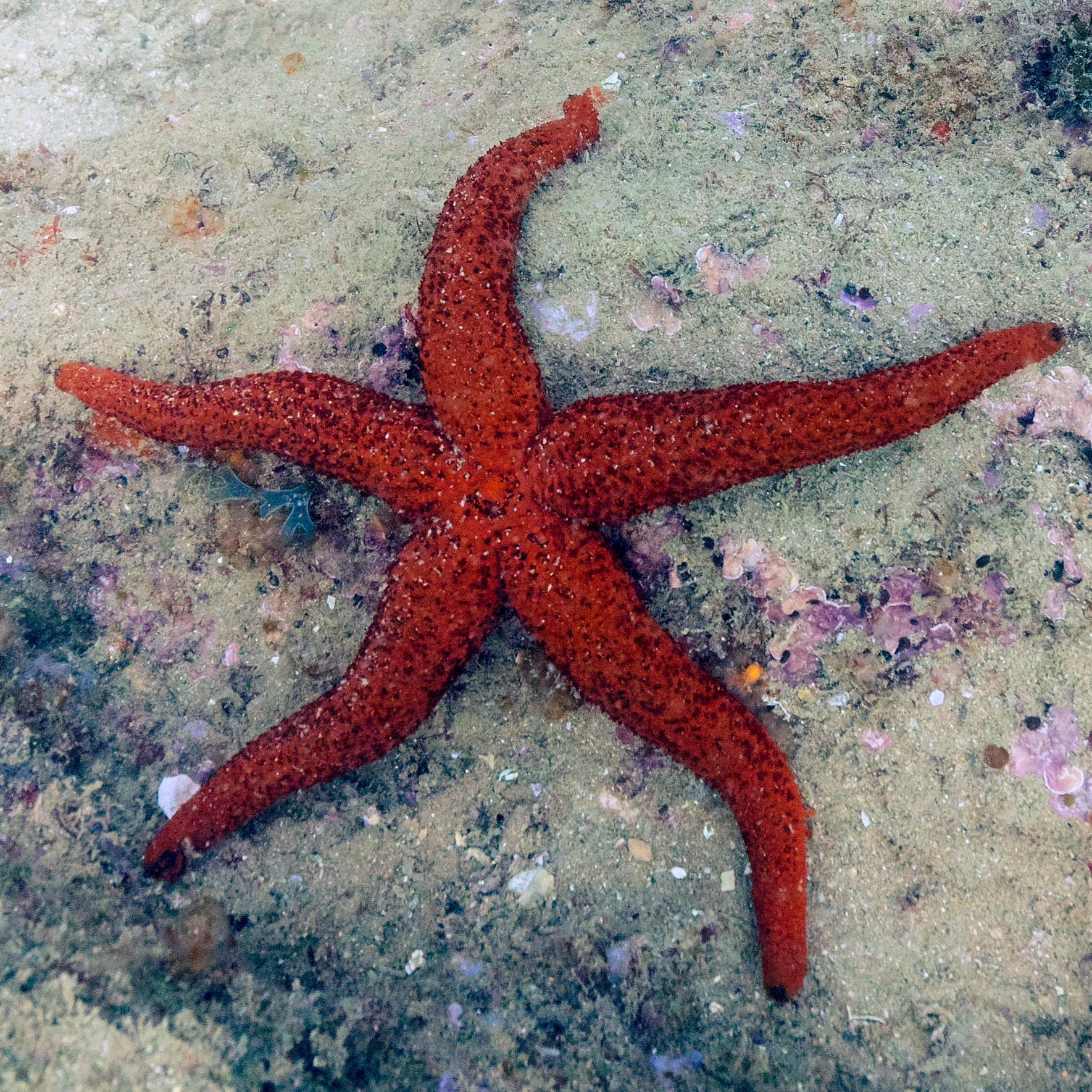
Une Echinaster sepositus dans le parc naturel de l'Arrábida, Portugal. Sa taille est d'environ 10 cm (juillet 2020).

On trouve Echinaster sepositus dans presque toute la Méditerranée, mais aussi en Atlantique Est, des côtes Marocaines à la Manche. Elle est absente des côtes anglaises, mais le réchauffement climatique fait qu'elle y est attendue dans les années à venir. On la rencontre généralement sur les tombants (où elle est le plus visible), sur tous types de substrats durs de la surface à 250 m de fond, avec une préférence pour le coralligène. Elle habite aussi volontiers les herbiers de posidonies, où elle est plus difficile à repérer.
Elle est l'étoile de mer la plus courante des côtes françaises de Méditerranée, bien connue des baigneurs.

## Écologie et comportement
Cette étoile est assez commune, et possède un régime alimentaire varié : volontiers détritivore voire necrophage, elle se nourrit des particules organiques qu'elle trouve sur le fond et le long des parois, et à l'occasion d'animaux sessiles (éponges, vers, mollusques...). Elle utilise les gouttières ciliées sous ses bras pour acheminer la nourriture à sa bouche.
En dehors de l'homme, son principal prédateur est le mollusque Charonia lampas (Grand Triton).

## L'espèce et l'homme
Cette espèce est très appréciée pour sa belle couleur et sa symbolique maritime et estivale : c'est sans doute pour cette raison qu'elle est surpêchée sur les côtes européennes, ce qui a pour effet de diminuer sa population. Faute de séchage approprié, elle pourrit rapidement hors de l'eau, ce qui amène le plus souvent les gens à s'en débarrasser rapidement après l'avoir ramassée. Par ailleurs, la surpêche de cet animal a pour effet de perturber son environnement, notamment en augmentant la putréfaction de ce qui devrait composer son régime.
En Méditerranée, on peut la confondre avec deux autres étoiles rouges : Ophidiaster ophidianus et Hacelia attenuata (voir la liste des Échinodermes de Méditerranée).

## Origine du nom
« Echinaster » vient du grec echinos (épine) et aster (étoile), en raison de son squelette, qui présente des épines quand l'étoile est séchée. Sepositus signifie « isolé ». En français on l'appelle le plus souvent « étoile rouge », mais parfois aussi « étoile de mer à bras écartés ». Dans les autres langues, elle s'appelle Red starfish (anglais), Stella rossa (italien), Estrella espinosa roja (espagnol), Roter seestern (allemand), Oranjerode zeester ou encore rode zeester (hollandais),.